# Ampthill
Ampthill – miasto w Wielkiej Brytanii, w Anglii, w regionie East of England, w hrabstwie Bedfordshire. W 2001 miejscowość zamieszkiwało 6 767 osób.